# 立川反戦ビラ配布事件
立川反戦ビラ配布事件（たちかわはんせんビラはいふじけん）は、2004年1月から2月にかけて、反戦ビラ配布の目的で立川自衛隊官舎内に立ち入った3名が住居侵入罪の容疑で逮捕・起訴された事件。一審では無罪判決。検察が控訴し、控訴審では罰金20万円から10万円の有罪判決。被告人は即日上告したが、最高裁で棄却され東京高裁の有罪判決が確定した。

## 経緯

### ビラ投函までの経緯
反自衛隊活動を行ってきた団体である立川自衛隊監視テント村は、1976年から、自らの発刊する月刊新聞（1984年廃刊）をダイレクトメールで送付、あるいはポストへ投函するといった活動を行っていた。
同団体は、2003年12月、自衛隊イラク派遣に反対する旨のビラを投函した。これに対し、官舎の管理者は、立川警察署へ被害届を提出。また、「宿舎地域内の禁止事項」として、 「関係者以外、地域内に立ち入ること」「ビラ貼り・配り等の宣伝活動」「露天（土地の占有）等による物品販売及び押し売り」「車両の駐車」「その他、人に迷惑をかける行為」と記載した貼札を官舎の出入り口付近へ掲示し、さらに、ビラの投函を発見した場合には直ちに110番通報するとともに東立川駐屯地に連絡するよう入居者へ連絡していた。
このような状況下で、問題となるビラの投函行為が行われた。

### ビラ投函
2004年1月17日午前11時過ぎ頃から午後0時頃にかけ、立川自衛隊監視テント村のメンバー3名は「自衛官・ご家族の皆さんへ 自衛隊のイラク派兵反対! いっしょに考え、反対の声をあげよう!」と書かれた反戦ビラを自衛隊東立川駐屯地の官舎戸別郵便受け（新聞受け）に投函した。このとき、メンバーは二手に分かれてビラを投函していた。

### ビラ投函後の対応
ビラには団体の連絡先が記載されていたが、管理人・自衛官からの抗議の連絡はなかった。そのため、投函の直後に開かれた団体の定例会議では、様子を見つつ、しかし同月のビラ投函は予定通り実施することが決定され、2月22日にもビラの投函を行った。公訴提起は2名分のみなされた。
他方、管理人らは、以前にもビラの投函があったために禁止事項の貼札を設置する等したにもかかわらずビラの投函が行われたことを重視し、1月23日に上記の行為について被害届を提出した（後の2月22日のビラ投函については3月22日に被害届を提出）。

### 逮捕
同年2月27日、警視庁立川警察署は、同団体メンバー三人に対する住居侵入の容疑で事務所、自宅など6ヶ所を捜索し、書類、パソコンなどを押収し、同日、ビラを投函した上記3名は逮捕された。
3名は3月19日に起訴され、5月11日に保釈されるまで75日間勾留された。勾留に際しては、接見禁止の決定がなされた。朝日新聞はこの長期間の勾留に対して異例の捜査であるとして批判している。
被告人の3名は取調べに対し、一貫して黙秘した。

## 裁判

### 第一審

#### 判決
第一審（東京地方裁判所八王子支部平成16年12月16日判決判例時報1892号150頁）は、被告人らを無罪とした（2004年12月16日、裁判長・長谷川憲一）。これに対し検察官は控訴した。

#### 概要
弁護人は、検察官がこの事件を起訴した目的は表現行為の抑圧あるいは被告人らの所属団体の活動を抑制もしくは停止させることにあるのであって、公訴提起それ自体が違法（公訴権濫用）であると主張したが、これは斥けている。裁判所は、「本件各公訴提起には、ビラの記載内容を重視してなされた側面があることは否定できない」としながらも、他の商業的宣伝ビラに対するものとは異なる不快感を抱いていたという居住者の感情等に着目した。
また弁護人は、被告人らが立ち入った階段や通路部分は刑法130条（住居侵入罪）にいうところの「住居」には該当しない（「住居」でないところに立ち入ったに過ぎないから、住居侵入罪とはならない）と主張したが、裁判所は「住居」にあたるとしてこれを斥けている。更に、被告人らの立入りは「侵入」に該当しないとの主張もなされた。その理由として、住居の平穏を害するものではないという主張がされたが、被告人らの立入りは入居者らの意思に反したものであることを理由に、斥けられている。ほかに、入居者らはビラ投函のための立入りについては包括的に承諾していたという主張、被告人らの立入りを拒絶する意思も表現の自由の前には譲歩すべきであるという主張もされたが、いずれも斥けられている。
以上より、第一審は、被告人らの行為は形式的には住居侵入罪に該当する（構成要件該当性がある）と判断したが、「法秩序全体の見地からして、刑事罰に処するに値する程度の違法性があるものとは認められない」として、住居侵入罪の成立を否定した（無罪とした）。被告人らの立入り行為の態様が「相当性の範囲を逸脱したものとはいえない」ことを理由に、処罰するほどの違法行為はなかった（可罰的違法性がない）と判断したものである。
上記判断にあたっては、以下のような事実が根拠とされている。
- ビラ投函の動機が政治的意見の表明という正当なものである（自衛官に対する嫌がらせ等、不当な意図ではない）。
- ビラが配られる頻度は低く、配り方も、昼間に少人数で比較的短時間（30分程度）に周囲の静謐を害するものではない。
- 共用部分への立入りに止まるためプライバシー侵害の程度は低い。
- 入居者らの反対を殊更に押切って敢行されたわけではない。
- イラク派兵反対を唱えるビラの内容、は当時のメディアにおける反対論と比較しても、内容面・表現面において過激ではなく、他の反戦表現と比して特別の不快感を与えるものではない。
- ビラの投函を放置することによって行動がエスカレートしていく危険はない。

ビラ投函の動機を認定するに当っては、被告人らの所属する団体『立川自衛隊監視テント村』の性格（危険性）も争点とされている。これに関して検察官は、公安情報に基づき、被告人らが左翼・新左翼団体との関連があり、その団体は自衛隊海外派遣反対などの理由で立川基地内に爆発物を発射した事件など危険な事件に関与しているとの立証を行った。裁判所は、過去、同団体の「構成員によるやや不穏当な行動もみられる」とはしながらも、上記検察官の立証事項について、「仮にこのような事情があったと認められるとしても」、同団体全体の危険性を示すものではなく、また、本件ビラの投函行為に不当な目的があったとも言えないと判示した。これに関連し、第6回公判期日の被告人反対尋問において、検察官は、被告らの新左翼との接触や、立川基地内に爆発物を発射した事件、天皇制反対運動などとの関連について質問している。これに対し弁護側は「被告がどんな思想を持っているかは事件とは関係がない」との異議を述べ、裁判長もこれを認めている。
また、本件ビラの投函は憲法21条1項により保障された政治的表現活動であって、営業活動としての表現行為に比べ「優越的地位」が認められるにも拘らず、商業的なビラの投函が放置されている状況下において、正式な抗議等をしないままいきなり検挙することは「憲法21条1項の趣旨に照らして疑問の余地なしとしない」とも指摘した。
なお、第一審の第5回公判期日（9月9日）において、弁護側証人として憲法学者の奥平康弘と元防衛庁政務次官・元郵政大臣でイラク派兵違憲訴訟原告の箕輪登が出廷し証言した。奥平は、住居侵入罪の規定それ自体に問題があることや、現在社会において受け取りたくない情報が受忍されている現状から政治的に選別して刑事事件の対象とすることは許されないなどを証言した。その一方で、治安維持法のない現代、住居侵入罪などの一般法を用いる犯罪立件は、戦前への回帰であるとの懸念を表明するなど政府批判・国家批判をおこなった。

### 控訴審

#### 判決
控訴審（東京高等裁判所平成17年12月9日判決高等裁判所刑事裁判速報集（平17）号238頁）は、第一審判決を破棄自判して、被告人らに対し、罰金20万円から10万円の刑を言い渡した（2005年12月9日、裁判長・中川武隆）。これに対し、被告人は即日上告した。

#### 概要
被告人らが立ち入った共用部分は「住居」ではなく「人の看守する邸宅」に該当するとしている点が第一審とは異なるが、住居侵入罪に該当する（構成要件に該当する）と判断している点は形式的には変わらない。その上で、第一審判決は処罰すべきほどの違法性はない（可罰的違法性がない）として住居侵入罪の成立を否定したが、控訴審は、そうした違法性も認められるとして住居侵入罪の成立を認めた（有罪とした）。
まず、「政治的意見の表明という正当な動機に基づいている」という第一審の判断について、被告人らの行為が表現の自由により保護されるべきものであること、及び、表現の自由が尊重されるべきことは認めている。しかし、表現の自由を理由に他人の権利の侵害が直ちに許されるものではなく、「何人も、他人が管理する場所に無断で侵入して勝手に自己の政治的意見等を発表する権利はない」から、被告人らを住居侵入罪で処罰しても表現の自由を保障した憲法21条1項に反するものではないとした。
更に、被告人らによる立入りの態様（ビラの配り方）について、第一審は「相当性の範囲を逸脱したものとはいえない」としていたが、控訴審はこれを否定した。プライバシー侵害の程度が低いことは否定しなかったものの、過去に行われていた立ち入り禁止の警告を無視し、またビラ投函の際にも対面で入居者から抗議を受けていながら後日再びビラの投函に及んでいることから、その行為が居住者の日常生活に実害をもたらさない穏当なものとは言えず、入居者等の反対を押切って敢行されたものではないともいえない、ということを根拠としている。また、被告人らのビラ投函によって生じた法益侵害の程度が極めて軽微であるとした第一審の判断も否定されている。控訴審は、ビラ投函によって、入居者らが「軽微」とはいえない不安・不快感を抱いたからこそ、立ち入り禁止の掲示等各種の対策がとられたのだと指摘する。

### 上告審

#### 判決
2008年4月11日に上告審を担当した最高裁判所第2小法廷において今井功裁判長は3人の上告を棄却して、東京高等裁判所の判決（3人に対する罰金20万円から10万円の刑）が確定した。

#### 概要
立川宿舎の各号棟の構造及び出入口の状況、その敷地と周辺土地や道路との囲障等の状況その管理の状況等によれば、各号棟の1階出入口から各室玄関前までの部分は、居住用の建物である宿舎の各号棟の建物の一部であり、宿舎管理者の管理に係るものであるから、居住用の建物の一部として刑法130条にいう「人の看守する邸宅」に当たるものと解され、また、各号棟の敷地のうち建築物が建築されている部分を除く部分は、各号棟の建物に接してその周辺に存在し、かつ、管理者が外部との境界に門塀等の囲障を設置することにより、これが各号棟の建物の付属地として建物利用のために供されるものであることを明示していると認められるから、上記部分は、「人の看守する邸宅」の囲にょう地として、邸宅侵入罪の客体になるものというべきである（最判昭和51年3月4日（東大地震研事件）参照引用）とし、刑法130条前段にいう「侵入し」とは、他人の看守する邸宅等に管理権者の意思に反して立ち入ることをいうものである（最判昭和58年4月8日（大槌郵便局事件）参照引用）ところ被告人らの立入りがこれらの管理権者の意思に反するものであったのは事実関係から明らかであるとし、被告人らの本件立川宿舎の敷地及び各号棟の1階出入口から各室玄関前までへの立入りは、刑法130条前段に該当する。なお、被告人の立入行為により管理者からその都度被害届が提出されていることなどに照らすと、法益侵害の程度が極めて軽微なものであったなどということもできず、可罰的違法性は認められるとしている。
そして、表現の自由は、民主主義社会において特に重要な権利として尊重されなければならず、被告人らによるその政治的意見を記載したビラの配布は、表現の自由の行使ということができる。しかしながら、憲法21条1項も、表現の自由を絶対無制限に保障したものではなく、公共の福祉のため必要かつ合理的な制限を是認するものであって、たとえ思想を外部に発表するための手段であっても、その手段が他人の権利を不当に害するようなものは許されない（最判昭和59年12月18日（吉祥寺駅ビラ配布事件）参照引用）。
本件では、表現そのものを処罰することの憲法適合性が問われているのではなく、表現の手段すなわちビラの配布のために「人の看守する邸宅」に管理権者の承諾なく立ち入ったことを処罰することの憲法適合性が問われているところ、本件で被告人らが立ち入った場所は、防衛庁の職員及びその家族が私的生活を営む場所である集合住宅の共用部分及びその敷地であり、自衛隊・防衛庁当局がそのような場所として管理していたもので、一般に人が自由に出入りすることのできる場所ではない。たとえ表現の自由の行使のためとはいっても、このような場所に管理権者の意思に反して立ち入ることは、管理権者の管理権を侵害するのみならず、そこで私的生活を営む者の私生活の平穏を侵害するものといわざるを得ない。したがって、本件被告人らの行為をもって刑法130条前段の罪に問うことは、憲法21条1項に違反するものではない（最大判昭和43年12月18日（大阪市広告物条例事件）、最大判昭和45年6月17日（軽犯罪法ビラ貼り事件）引用）。

## 背景
この事件では、表現の自由と、住居の平穏（住居内の安息と平和）又は居住権（他人の立入りを認めるか否かの自由）とが対立する。つまり、ビラを投函することによって政治的意見を表明する行為が表現の自由により保障されている一方、官舎の入居者が被告人らの立入りを拒んでいることから、どちらを優先させるべきか、という観点が有罪無罪の結論に影響している（後者については、住居侵入罪の保護法益を参照）。伊藤塾塾長の伊藤真は、刑法よりも憲法の方が上位にあることから、「住居侵入を犯罪として処罰することで住居権者の利益を守りかつ社会の秩序を維持しようとする刑法でも、憲法で保障された表現の自由とぶつかるときには、一定限度で犯罪にすることを差し控えなければならない」と主張する。
なお、最高裁は憲法21条1項との関係の中で「表現の自由は、民主主義社会の中で特に重要な権利として尊重されなければならず」「政治的意見を記載したビラの配布は、表現の自由の行使ということができる」と認めたうえで、憲法21条1項も絶対無制限に保障される権利ではなくたとえ表現の自由を行使するためでも「このような場所に管理権者の意思に反して立ち入ることは、管理権者の管理権を侵害するのみならず、そこで私的生活を営む者の私生活の平穏を侵害するものといわざるを得ない。」としており、表現の自由より住居の平穏や居住権を優先させたものの、両方の立場に配慮したような判断を示している。
また、伊藤は、防衛庁官舎へのビラ配布が本件のように問題とされたことは一度もないことを根拠に、本件についての逮捕、起訴は、配布した人物とビラの内容を理由に行われたものだと主張している。

## 意見・評価

### ビラ投函を問題視する立場
ビラ配布を問題だとする立場から、以下のような意見が見られる。
- 上告審の判決の通り「表現の自由が尊重されるべきものとしても、そのために他人の権利を侵害してよいことにはならない」という意見。
- 配布するビラが同官舎住民に対し、不快な気持ちを起こさせる内容であることを被告は過去の警告から推察できたはずだとし、投函に先立ち同住宅の管理人に住宅の侵入とビラの配布について承諾を得ようとしなかった態度を批判する意見。
- 何人も不快な内容のビラを配布されることを嫌う権利があり、それを確認させる手続きを経ていないことから、商業目的のピザのビラを配布するのとは質的に問題が異なるとする意見。
- オウム真理教関連の事件において、住居侵入容疑による逮捕で結果的に犯罪の解明が進んだ例もあり、犯罪を未然に防ぎ、社会秩序を守るためには、同法の柔軟な運用が必要との意見。
- 住居人には一方的に投函されるビラを取捨選択する権利があり、これは反戦ビラであるか商業用ビラであるかは全く無関係であるとする意見。

### ビラ投函を正当視する立場
被告人らによるビラ投函を擁護する立場からは以下のような主張がなされている。
- 問題となったビラ配布は、1976年から何度もビラを配布してきた団体によるものであったため、テロと無関係であることは明らかであったし[6]、ビラには住所や電話番号、ファックス番号が明記されていたが、禁止事項を掲示するのみで直接団体への抗議はなかったとする意見[7]。
- 2004年5月14日付東京新聞[8]や同年12月17日付朝日新聞の報道[9]によれば、取調べに当たって警察が被疑者を侮辱したとされている。検察が取り調べの際「今回の件は双方にとって大きい。全国の自衛隊官舎へのチラシ入れが増えているか、減っているか調べてみると面白いだろう」と述べる証言が公判[いつ?]で出された。検察・警察の逮捕目的がテロ対策ではなく、むしろ反戦運動に対する攻撃や萎縮を狙ったものであるとする意見[8][9]。
- 防衛庁は、自衛官募集のダイレクトメールやビラを配布しているが[10]、警察に逮捕されたことは一度もないとする意見。
- 国際連合自由権規約委員会は国際人権規約（B規約）に照らし懸念を表明している[11]。

なお、本事件の第一審判決では「本件で被害届を提出した防衛庁の側も、一般のアパートの集合郵便受けに自衛官募集のビラを投函している」ことが言及されている。しかし、被告人らによるビラの投函行為の当不当・適法違法を検討する文脈ではなく、公訴権濫用の有無を検討する際に言及されたものである。

### メディアその他の反応
国際人権団体アムネスティ・インターナショナルなどが一審を擁護した。特にアムネスティは3人を日本初の“良心の囚人”と認定した。
朝日新聞やしんぶん赤旗など九社は社説で、控訴審判決について「市民の人権を損なう判決だ」（河北新報）、「表現の自由を切り捨て」（京都新聞）、「表現の自由が心配だ」（朝日新聞）、「権力の暴走ともいえる事態であり、今後が極めて憂慮される」（神奈川新聞）といずれも疑問・批判を呈した。
読売新聞（2008年4月13日付）では「妥当な判決」とし、判決はビラ配りという表現方法そのものを否定したのではなく、「節度を欠いた被告の行為」を罰したにすぎないと判決を支持。また産経新聞も、被告の3人は「権力の言論弾圧」「表現の自由の侵害」と主張したが、判例にもあるように「憲法は表現の自由を絶対無制限に保障はしていない」し、判決はビラの内容について判断はしておらず、裁かれたのは、あくまで「管理者の意思を無視した被告の立ち入り行為」であり、「管理者の意思」と「表現の自由」が衝突する場面では、公権力の介入を避けるためにも、配る側の配慮が必要であると判決を支持し、また署名（佐久間修志）つきの解説記事を掲載し、刑事法学者の白鷗大学法科大学院教授・土本武司による「『表現の自由』より『居住者の平穏』」とする判決支持の意見を紹介した。

## 刑事法上の論点
本事件においては、刑事法上、以下の3点が特に問題とされている。
- 本件起訴は公訴権濫用にあたるのではないか。
- 被告人らが立ち入った場所は刑法130条（住居侵入罪）が規定する「住居」「人の看守する邸宅」への「侵入」に該当するのか（構成要件該当性の問題）。
- 形式的には住居侵入罪に該当するとしても、処罰するほどではないのではないか（可罰的違法性の問題）

公訴権濫用については最高裁が非常に制限的な立場を採っており、それに照らせば、この理論によって公訴提起が違法とされる公算は低い。この点については最高裁は特に判断を示していない。
被告人らが立ち入った場所は、入ろうと思えば誰でも入れる官舎の階段や通路部分に過ぎないことから、その部分は「住居」「人の看守する邸宅」ではないとの主張がある。弁護側もこれを採用した。しかし、共用部分（更には屋根等も）「住居」あるいは「邸宅」に該当するとするのが裁判判決例・学説の多数である。検察側は住居説で起訴し、第1審は構成要件該当性の判断に当たって住居説を採用したが、控訴審及び上告審は邸宅説を採用した。
問題とされている場所がマンション等の共用部分（階段、通路等）であることは、そこへの立入りが「侵入」ではない、又は、処罰するほどの違法性（可罰的違法性）はない、との文脈で考慮されることが多い。最高裁判所昭和58年4月8日判決（刑集37巻3号215頁）は、「他人の看守する建造物等に管理権者の意思に反して立ち入ること」が住居侵入罪における「侵入」であるとしている。第一審、控訴審、上告審ともに基本的にはこの枠組に従ったものである。
「住居」又は「邸宅」への「侵入」であるとしても、可罰的違法性がないとして犯罪の成立を否定する余地がある。これは判例・学説ともに認めるところである。可罰的違法性の有無は個別具体的な事案ごとの判断とならざるを得ない。第1審は、可罰的違法性が無いとして、無罪にしたわけであるが、控訴審及び最高裁は、管理権者から被害届などの提出がなされていることなどから、法益の侵害が著しく軽微であるとはいえないとして可罰的違法性を肯定している。
また、最高裁は住居侵入罪について管理権説を採用したが、憲法21条1項との関係で「私的生活を営む者の私生活の平穏を侵害するものといわざるを得ない。」とも言及しており平穏説に一定の配慮をしたとも思える表現を用いている。

## 類似の事件
類似の事件としては、以下のようなものがある。
- 日本共産党のビラ配布事件との関連が指摘されている。2004年3月、休日に職場とは関係のない地域で共産党を支持するビラを配布した目黒社会保険事務所の係長が、国家公務員法違反（政治的行為の制限）容疑で令状逮捕された「社会保険庁職員国家公務員法違反事件」が起きている（一審有罪、2010年3月29日に控訴審で逆転無罪判決）。
- 立川反戦ビラ配布の無罪判決から七日目に、マンションの郵便受けに議会報告を入れた行為が住居侵入にあたるとして、警視庁亀有警察署が、東京都葛飾区内の七階建てマンションにおいて男性を住居侵入“容疑”で“現行犯逮捕”した事件が起こっている（葛飾政党ビラ配布事件）。

葛飾政党ビラ配布事件については、この事件を立川事件にからめ、無罪判決に言及して報道したのは、毎日新聞、共同通信、朝日新聞などで、読売新聞は言及しなかった。朝日新聞2004年12月29日付社説「ビラ―配る作法、受け取る度量」のように、「配る方も配る方である。ビラのまき方に配慮がない」と集合ポストへ配布すればよいとし、配る側の節度を説く立場もある。なお、日本共産党は『しんぶん赤旗』で、当人を“逮捕”した住人の不審さを「通報で警察スラングを使用した」と主張している。
いずれの事件も、ビラ配布をめぐって警視庁公安部（公安警察）が指揮し、東京地検の検察官検事が起訴している。本事件でも、弁護人は、所轄の立川警察署ではなく警視庁公安部主導で捜査が行われたことを主張したが、裁判所はこれを認定していない。一部の憲法学者や法学者らは、これら一連の事件を微罪による別件逮捕として思想を弾圧する典型例だと主張した。
なお、元公安調査官のジャーナリスト・野田敬生は「公安当局の捜査手法として、微罪逮捕は伝統芸ともいえる手法」と述べた。また魚住昭は「住民の安全を守るという名目で微罪逮捕し、自由な言論を封殺していく」と述べるなど、微罪逮捕が警備・公安警察の常套手段とする説もある。立川反戦ビラ配布事件と葛飾ビラ配布事件を担当したのはいずれも公安担当検事・崎坂誠司であったことが判明したため、特定の政治的思想を弾圧する公安事件とする見方を取る立場と、あるいは単なる住居侵入事件とする見方とがある。

### 判決の影響
この事件による有罪判決から、相次いでビラ投函をした者に対する逮捕が起こった。2008年7月1日には、陸上自衛隊富士学校の学生宿舎に「早急に核武装しよう」とのビラを配った男が「邸宅侵入容疑」として逮捕された。同年7月3日には共産党の国分寺市議会議員が共産党発行のビラを投稿するためにマンションの敷地内に入ったとして書類送検された。ただし国分寺市議は、被害届を出した管理組合副理事長をつとめる市議会議員（自民党）が、被害届を取り下げたため不起訴処分とされている。
立川反戦ビラ配布事件の被告であった1人は、最高裁での有罪判決があったために「気にくわない政治主張を記したビラのポスティングを「犯罪」とみなし、警察・検察権力に引き渡す行為への社会的合意が図られつつある。」とし、「ビラをまいた人々を警察・検察に売り渡すようなことはやめろ」と自身のブログで主張している。